# Sarpsborg 08 Fotballforening 2010
Questa voce raccoglie le informazioni riguardanti il Sarpsborg 08 Fotballforening nelle competizioni ufficiali della stagione 2010.

## Stagione
Il Sarpsborg 08 giunse al secondo posto finale in classifica, che significò la promozione nella Tippeligaen. Il club giocò 28 partite annuali invece di 30 a causa della bancarotta del Lyn Oslo, che fallì a stagione in corso e a cui furono annullati tutti i match di campionato. L'avventura nella Coppa di Norvegia si interruppe invece al terzo turno, per mano dello Hønefoss.

## Maglie e sponsor
La prima divisa prevede i classici colori sociali, con una maglia blu e una striscia centrale bianca, con i pantaloncini e i calzettoni bianchi. La divisa da trasferta è, invece, completamente nera.
| Casa | Trasferta |

## Rosa
| N. |                        | Ruolo | Calciatore         |
| -- | ---------------------- | ----- | ------------------ |
| 1  | Stati Uniti (bandiera) | P     | Colin Burns        |
| 2  | Norvegia (bandiera)    | D     | Mathias Berge      |
| 4  | Norvegia (bandiera)    | D     | Kjetil Berge       |
| 5  | Norvegia (bandiera)    | D     | Joakim Eyde        |
| 6  | Norvegia (bandiera)    | D     | Jørgen Andersen    |
| 7  | Norvegia (bandiera)    | A     | Martin Wiig        |
| 8  | Norvegia (bandiera)    | C     | Morten Giæver      |
| 9  | Norvegia (bandiera)    | D     | Berat Jusufi       |
| 10 | Norvegia (bandiera)    | C     | Michael Røn        |
| 11 | Norvegia (bandiera)    | A     | Øyvind Hoås        |
| 13 | Norvegia (bandiera)    | C     | Ole Heieren Hansen |
| 14 | Montenegro (bandiera)  | C     | Mehmed Divanović   |

| N. |                     | Ruolo | Calciatore          |
| -- | ------------------- | ----- | ------------------- |
| 15 | Norvegia (bandiera) | C     | Joackim Jørgensen   |
| 16 | Norvegia (bandiera) | D     | Magnar Ødegaard     |
| 17 | Norvegia (bandiera) | C     | Stian Andersrød     |
| 18 | Norvegia (bandiera) | C     | Emmanuel Amarh      |
| 19 | Norvegia (bandiera) | D     | Hugues Wembangomo   |
| 20 | Norvegia (bandiera) | A     | Michael Trulsen     |
| 21 | Norvegia (bandiera) | C     | Tobias Henanger     |
| 23 | Norvegia (bandiera) | C     | Tom Erik Breive     |
| 25 | Norvegia (bandiera) | C     | Martin Mathisen     |
| 34 | Senegal (bandiera)  | A     | Mame Mbar Diouf     |
| 84 | Norvegia (bandiera) | P     | Magnus Hjulstad     |
| –– | Norvegia (bandiera) | A     | Mohamed Elyounoussi |

## Calciomercato

### Sessione invernale
| Acquisti | Acquisti        | Acquisti    | Acquisti   |
| R.       | Nome            | da          | Modalità   |
| -------- | --------------- | ----------- | ---------- |
| P        | Colin Burns     | Ljungskile  | definitivo |
| P        | Magnus Hjulstad | Lørenskog   | definitivo |
| D        | Joakim Eyde     | Fredrikstad | definitivo |
| C        | Morten Giæver   | Tromsdalen  | definitivo |
| A        | Mame Mbar Diouf | Molde       | prestito   |
| A        | Michael Trulsen | Fredrikstad | definitivo |

| Cessioni | Cessioni            | Cessioni       | Cessioni   |
| R.       | Nome                | a              | Modalità   |
| -------- | ------------------- | -------------- | ---------- |
| P        | Joacim Heier        |                | svincolato |
| P        | Pål Stensholt       | KFUM Oslo      | prestito   |
| D        | Alexander Forsberg  |                | ritiro     |
| D        | Jørn Hagen          |                | svincolato |
| D        | Christoffer Solheim | Kvik Halden    | definitivo |
| C        | Bjørnar Johannessen |                | svincolato |
| C        | Ladislav Smatana    | Manglerud Star | definitivo |
| C        | Kjell André Thu     |                | svincolato |
| A        | Faton Zahiri        |                | svincolato |

### Sessione estiva
| Acquisti | Acquisti         | Acquisti | Acquisti   |
| R.       | Nome             | da       | Modalità   |
| -------- | ---------------- | -------- | ---------- |
| C        | Mehmed Divanović | Petrovac | definitivo |

| Cessioni | Cessioni | Cessioni | Cessioni |
| R.       | Nome     | a        | Modalità |
| -------- | -------- | -------- | -------- |

## Risultati

### 1. divisjon

#### Girone di andata
| Arbitro: | Kjensli |

|                         |           |          |
| Møvik 56’ Hellesund 72’ | Marcatori | 80’ Hoås |

| Arbitro: | Borgersen |

|                                    |           |  |
| Hoås 13’ Jørgensen 16’ Trulsen 89’ | Marcatori |  |

| Arbitro: | Rafiq |

|           |           |                    |
| Olsen 38’ | Marcatori | 7’ Wiig 13’ Jusufi |

| Sarpsborg 25 aprile 2010, ore 18:00 4ª giornata | Sarpsborg 08 | 0 – 0 referto | Follo | Sarpsborg Stadion (2.108 spett.)\| Arbitro: \| Hansen \| |
| Arbitro:                                        | Hansen       |               |       |                                                          |

| Arbitro: | Rafiq |

|                           |           |            |
| Helle 49’, 73’ Larsen 64’ | Marcatori | 38’ Giæver |

| Arbitro: | Hansen |

|                                    |           |             |
| Breive 26’ Giæver 74’ Henanger 90’ | Marcatori | 62’ Karlsen |

| Arbitro: | Rafiq |

|                                                  |           |                                                               |
| Reginiussen 37’, 39’ (rig.) Braaten 53’ Ngom 63’ | Marcatori | 4’ Giæver 8’ (rig.) Breive 26’ Jørgensen 73’ (aut.) Rolandsen |

| Arbitro: | Kjensli |

|                |           |                            |
| V. Lysvoll 29’ | Marcatori | 16’, 64’ Breive 20’ Giæver |

| Arbitro: | Steen |

|                             |           |         |
| Amarh 53’ Breive 62’ (rig.) | Marcatori | 9’ Kanu |

| Arbitro: | Toppe |

|                                         |           |           |
| Midtgarden 10’ (rig.) Paul 51’ Sarr 61’ | Marcatori | 3’ Giæver |

| Arbitro: | Hansen |

|            |           |            |
| Breive 14’ | Marcatori | 22’ Hamoud |

| Arbitro: | Hansen |

|                  |           |                              |
| Fuhre 2’ Ojo 28’ | Marcatori | 30’ Hoås 57’ Wiig 64’ Breive |

| Arbitro: | Kjensli |

|               |           |             |
| Moen 51’, 86’ | Marcatori | 87’ Trulsen |

| Arbitro: | Hansen |

|                                |           |              |
| Hoås 56’ Røn 65’ Wiig 68’, 89’ | Marcatori | 48’ Klaussen |

#### Girone di ritorno
| Arbitro: | Staberg |

|                                           |           |  |
| Konradsen 25’ Berg 51’, 72’ Ludvigsen 90’ | Marcatori |  |

| Arbitro: | Rafiq |

|                                        |           |  |
| Jørgensen 13’ Hoås 27’, 59’ Breive 59’ | Marcatori |  |

| Arbitro: | Kjensli |

|             |           |             |
| Wallace 90’ | Marcatori | 87’ Trulsen |

| Arbitro: | Borgersen |

|                                                |           |                             |
| Giæver 44’ (rig.) Ødegaard 52’ Dahl 89’ (aut.) | Marcatori | 30’ Marøy 50’ (rig.) Haugen |

| Sarpsborg 5 settembre 2010, ore 18:00 21ª giornata | Sarpsborg 08 | 0 – 0 referto | Bryne | Sarpsborg Stadion\| Arbitro: \| Nilsen \| |
| Arbitro:                                           | Nilsen       |               |       |                                           |

| Arbitro: | Ditlefsen |

|  |           |                                   |
|  | Marcatori | 15’ Jørgensen 18’ Giæver 37’ Wiig |

| Arbitro: | Toppe |

|  |           |                                |
|  | Marcatori | 12’, 55’ Hagen 73’ v. d. Burgt |

| Arbitro: | Eskås |

|                    |           |  |
| Matland 85’ (aut.) | Marcatori |  |

| Arbitro: | Borgersen |

|  |           |                   |
|  | Marcatori | 27’ Wiig 41’ Hoås |

| Arbitro: | Døvle |

|            |           |  |
| Giæver 56’ | Marcatori |  |

| Arbitro: | Hansen |

|                 |           |                          |
| Tveter 74’, 82’ | Marcatori | 45’ Jørgensen 59’ Giæver |

| Arbitro: | Lundby |

|          |           |  |
| Hoås 25’ | Marcatori |  |

| Arbitro: | Borgersen |

|                           |           |                                   |
| Eriksen 74’ St. Juste 86’ | Marcatori | 23’ Jørgensen 31’ Breive 42’ Wiig |

| Arbitro: | Rafiq |

|                                            |           |  |
| Røn 24’, 82’ Giæver 45’ (rig.), 71’ (rig.) | Marcatori |  |

### Coppa di Norvegia
| Drøbak 13 maggio 2010, ore 18:00 Primo turno                          | Drøbak/Frogn | 1 – 3 referto             | Sarpsborg 08 | Seiersten Stadion (363 spett.) |
| \| \| \| \| \| Ayala 14’ \| Marcatori \| 5’ Jørgensen 7’, 39’ Wiig \| |              |                           |              |                                |
|                                                                       |              |                           |              |                                |
| Ayala 14’                                                             | Marcatori    | 5’ Jørgensen 7’, 39’ Wiig |              |                                |

| Arbitro: | Loeshagen |

|             |           |                         |
| Linstad 29’ | Marcatori | 56’ Henanger 61’ Breive |

| Arbitro: | Hagen (Grue) |

|                           |                      |                                        |
| Wiig 28’ Ødegaard 57’     | Marcatori            | 10’ Angan 90’ Konate                   |
| Breive Wiig Ødegaard Hoås | Tiri di rigore 3 – 5 | F. Lafton Angan Bolseth Bangura Konate |

## Statistiche

### Statistiche di squadra
| Competizione      | Punti | In casa | In casa | In casa | In casa | In casa | In casa | In trasferta | In trasferta | In trasferta | In trasferta | In trasferta | In trasferta | Totale | Totale | Totale | Totale | Totale | Totale | DR  |
| Competizione      | Punti | G       | V       | N       | P       | Gf      | Gs      | G            | V            | N            | P            | Gf           | Gs           | G      | V      | N      | P      | Gf     | Gs     | DR  |
| ----------------- | ----- | ------- | ------- | ------- | ------- | ------- | ------- | ------------ | ------------ | ------------ | ------------ | ------------ | ------------ | ------ | ------ | ------ | ------ | ------ | ------ | --- |
| 1. divisjon       | 54    | 14      | 10      | 3       | 1       | 27      | 9       | 14           | 6            | 3            | 5            | 27           | 27           | 28     | 16     | 6      | 6      | 54     | 36     | +18 |
| Coppa di Norvegia | -     | 1       | 0       | 1       | 0       | 2       | 2       | 2            | 2            | 0            | 0            | 5            | 2            | 3      | 2      | 1      | 0      | 7      | 4      | +3  |
| Totale            | -     | 15      | 10      | 4       | 1       | 29      | 11      | 16           | 8            | 3            | 5            | 32           | 29           | 31     | 18     | 7      | 6      | 61     | 40     | +21 |

### Statistiche giocatori
| -           |
| E. Amarh    |
| 13          |
| 1           |
| 0           |
| 0           |
| 2           |
| 0           |
| 0           |
| 0           |
| 15          |
| 1           |
| 0           |
| 0           |
| -           |
| J. Andersen |
| 2           |
| 0           |
| 0           |